# Westermannia tapiri
Westermannia tapiri är en fjärilsart som beskrevs av W. Warren 1914. Westermannia tapiri ingår i släktet Westermannia och familjen trågspinnare. Inga underarter finns listade i Catalogue of Life.